# Decapterus scombrinus
 Decapterus scombrinus és un peix teleosti de la família dels caràngids i de l'ordre dels perciformes.

## Morfologia
Pot arribar als 46 cm de llargària total.

## Distribució geogràfica
Es troba a les costes del Pacífic oriental: des de Califòrnia fins a les Illes Galápagos. També a Austràlia.